# Mistrovství Evropy v atletice 1998

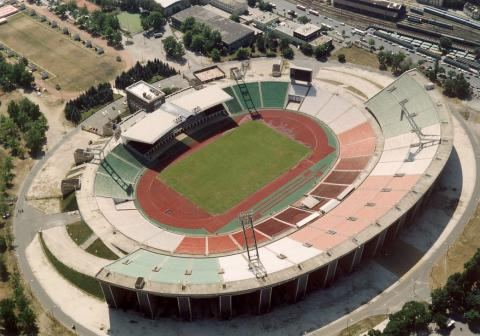
Stadion Ference Puskáse

17. mistrovství Evropy v atletice se uskutečnilo ve dnech 18. – 23. srpna 1998 v hlavním městě Maďarska, v Budapešti. Šampionát, kterého se zúčastnilo 1330 atletů a atletek ze 44 států Evropy probíhal na stadionu Ference Puskáse.
Poprvé se na šampionátu uskutečnily tyčka a kladivo žen. Premiérově se rovněž konal běh na 5000 metrů žen, který nahradil běh na 3000 metrů. Naposledy se naopak konala chůze žen na 10 km, která byla na následujícím šampionátu v Mnichově 2002 nahrazena chůzí na 20 km.

## Česká účast
Českou republiku na tomto šampionátu reprezentovalo 37 českých atletů (21 mužů a 16 žen).

## Medailisté

### Muži
| Soutěž            | Zlato                                                                               | Stříbro                                                                       | Bronz                                                                         |
| ----------------- | ----------------------------------------------------------------------------------- | ----------------------------------------------------------------------------- | ----------------------------------------------------------------------------- |
| 100 m             | Darren Campbell 10,04                                                               | Dwain Chambers 10,10                                                          | Harálabos Papadiás 10,17                                                      |
| 200 m             | Douglas Walker 20,53                                                                | Doug Turner 20,64                                                             | Julian Golding 20,72                                                          |
| 400 m             | Iwan Thomas 44,52                                                                   | Robert Maćkowiak 45,04                                                        | Mark Richardson 45,14                                                         |
| 800 m             | Nils Schumann 1:44,89                                                               | André Bucher 1:45,04                                                          | Lukáš Vydra 1:45,23                                                           |
| 1500 m            | Reyes Estévez 3:41,31                                                               | Rui Silva 3:41,84                                                             | Fermín Cacho 3:42,43                                                          |
| 5000 m            | Isaac Viciosa 13:37,46                                                              | Manuel Pancorbo 13:38,03                                                      | Mark Carroll 13:38,15                                                         |
| 10 000 m          | António Pinto 27:48,62                                                              | Dieter Baumann 27:56,75                                                       | Stéphane Franke 27:59,90                                                      |
| Maraton           | Stefano Baldini 2.12:01                                                             | Danilo Goffi 2.12:11                                                          | Vincenzo Modica 2.12:53                                                       |
| 110 m překážek    | Colin Jackson 13,02                                                                 | Falk Balzer 13,12                                                             | Robin Korving 13,20                                                           |
| 400 m překážek    | Paweł Januszewski 48,18                                                             | Ruslan Maščenko 48,25                                                         | Fabrizio Mori 48,71                                                           |
| 3000 m překážek   | Damian Kallabis 8:13,10                                                             | Alessandro Lambruschini 8:16,70                                               | Jim Svenøy 8:18,97                                                            |
| Štafeta 4 × 100 m | Spojené království 38,52 Allyn Condon Darren Campbell Douglas Walker Julian Golding | Francie 38,87 Thierry Lubin Frédéric Krantz Christophe Cheval Needy Guims     | Polsko 38,98 Marcin Krzywański Marcin Nowak Piotr Balcerzak Ryszard Pilarczyk |
| Štafeta 4 × 400 m | Spojené království 2:58,68 Mark Hylton Jamie Baulch Iwan Thomas Mark Richardson     | Polsko 2:58,88 Piotr Rysiukiewicz Tomasz Czubak Piotr Haczek Robert Maćkowiak | Španělsko 3:02,47 Antonio Andres Juan Trull Andrés Martinez David Canal       |
| Chůze na 20 km    | Ilja Markov 1.21:10                                                                 | Aigars Fadejevs 1.21:29                                                       | Francisco Fernández 1.21:39                                                   |
| Chůze na 50 km    | Robert Korzeniowski 3.43:51                                                         | Valentin Kononen 3.44:29                                                      | Andrej Plotnikov 3.45:53                                                      |
| Skok do výšky     | Artur Partyka 2,34 m                                                                | Dalton Grant 2,34 m                                                           | Sergej Kljugin 2,32 m                                                         |
| Skok o tyči       | Maxim Tarasov 5,81 m                                                                | Tim Lobinger 5,81 m                                                           | Jean Galfione 5,76 m                                                          |
| Skok daleký       | Kirill Sosunov 8,28 m                                                               | Bogdan Țăruș 8,21 m                                                           | Petar Dačev 8,06 m                                                            |
| Trojskok          | Jonathan Edwards 17,99 m                                                            | Děnis Kapustin 17,45 m                                                        | Rostislav Dimitrov 17,26 m                                                    |
| Vrh koulí         | Oleksandr Bahač 21,17 m                                                             | Oliver-Sven Buder 20,98 m                                                     | Jurij Bilonoh 20,92 m                                                         |
| Hod diskem        | Lars Riedel 67,07 m                                                                 | Jürgen Schult 66,69 m                                                         | Virgilijus Alekna 66,46 m                                                     |
| Hod kladivem      | Tibor Gécsek 82,87 m                                                                | Balázs Kiss 81,26 m                                                           | Karsten Kobs 80,13 m                                                          |
| Hod oštěpem       | Steve Backley 89,72 m                                                               | Mick Hill 86,92 m                                                             | Raymond Hecht 86,63 m                                                         |
| Desetiboj         | Erki Nool 8 667 bodů                                                                | Eduard Hämäläinen 8 587 bodů                                                  | Lev Lobodin 8 571 bodů                                                        |

### Ženy
| Soutěž            | Zlato                                                                                  | Stříbro                                                                                             | Bronz                                                                                                |
| ----------------- | -------------------------------------------------------------------------------------- | --------------------------------------------------------------------------------------------------- | --- |
| 100 m             | Christine Arronová 10,73                                                               | Irina Privalovová 10,83                                                                             | Ekaterini Thanouová 10,87                                                                            |
| 200 m             | Irina Privalovová 22,62                                                                | Žanna Pintusevyčová 22,74                                                                           | Melanie Paschkeová 22,78                                                                             |
| 400 m             | Grit Breuerová 49,93                                                                   | Helena Fuchsová 50,21                                                                               | Olga Kotljarovová 50,38                                                                              |
| 800 m             | Jelena Afanasjevová 1:58,50                                                            | Malin Ewerlöfová 1:59,61                                                                            | Stephanie Grafová 2:00,11                                                                            |
| 1500 m            | Světlana Mastěrkovová 4:11,91                                                          | Carla Sacramentová 4:12,62                                                                          | Anita Weyermannová 4:13,06                                                                           |
| 5000 m            | Sonia O'Sullivanová 15:06,50                                                           | Gabriela Szabóová 15:08,31                                                                          | Marta Domínguezová 15:10,54                                                                          |
| 10 000 m          | Sonia O'Sullivanová 31:29,33                                                           | Fernanda Ribeirová 31:32,42                                                                         | Lidia Șimonová 31:32,64                                                                              |
| Maraton           | Manuela Machadová 2.27:10                                                              | Madina Biktagirovová 2.28:01                                                                        | Maura Viceconteová 2.28:31                                                                           |
| 100 m překážek    | Svetla Dimitrovová 12,56                                                               | Brigita Bukovecová 12,65                                                                            | Irina Korotjaová 12,85                                                                               |
| 400 m překážek    | Ionela Tirleaová 53,37                                                                 | Teťana Antipovová 54,07                                                                             | Silvia Riegerová 54,45                                                                               |
| Štafeta 4 × 100 m | Francie 42,59 Katia Benthová Frédérique Banguéová Sylviane Félixová Christine Arronová | Německo 42,68 Melanie Paschkeová Gabi Rockmeierová Birgit Rockmeierová Andrea Philippová            | Rusko 42,73 Olga Ekková Galina Malčuginová Natalja Voronovová Irina Privalovová                      |
| Štafeta 4 × 400 m | Německo 3:23,03 Anke Fellerová Uta Rohländerová Silvia Riegerová Grit Breuerová        | Rusko 3:23,56 Natalia Chruščelevová Světlana Gončarenková Jekatěrina Bachvalovová Olga Kotljarovová | Spojené království 3:25,66 Donna Fraserová Vikki Jamisonová Katharine Merryová Allison Curbishleyová |
| Chůze na 10 km    | Annarita Sidotiová 42:49                                                               | Erica Alfridiová 42:54                                                                              | Susana Feitorová 42:55                                                                               |
| Skok do výšky     | Monica Iagărová 1,97 m                                                                 | Donata Jancewiczová 1,95 m                                                                          | Alina Astafeiová 1,95 m                                                                              |
| Skok o tyči       | Anžela Balachonovová 4,31 m                                                            | Nicole Humbertová 4,31 m                                                                            | Yvonne Buschbaumová 4,31 m                                                                           |
| Skok daleký       | Heike Drechslerová 7,16 m                                                              | Fiona Mayová 7,11 m                                                                                 | Ljudmila Galkinová 7,06 m                                                                            |
| Trojskok          | Olga Vasdekiová 14,55 m                                                                | Šárka Kašpárková 14,53 m                                                                            | Tereza Marinovová 14,50 m                                                                            |
| Vrh koulí         | Vita Pavlyšová 21,69 m                                                                 | Irina Koržaněnková 19,71 m                                                                          | Janina Karolčiková 19,23 m                                                                           |
| Hod diskem        | Franka Dietzschová 67,49 m                                                             | Natalja Sadovová 66,94 m                                                                            | Nicoleta Grasuová 65,94 m                                                                            |
| Hod kladivem      | Mihaela Melinteová 71,17 m                                                             | Olga Kuzenkovová 69,28 m                                                                            | Kirsten Münchowová 65,61 m                                                                           |
| Hod oštěpem       | Tanja Damaskeová 69,10 m                                                               | Taťjana Šikolenková 66,92 m                                                                         | Mikaela Ingbergová 64,92 m                                                                           |
| Sedmiboj          | Denise Lewisová 6 559 bodů                                                             | Urszula Włodarczyková 6 460 bodů                                                                    | Natalja Sazanovičová 6 410 bodů                                                                      |

## Medailové pořadí
| Umístění | Stát               | Zlato | Stříbro | Bronz | Celkem |
| -------- | ------------------ | ----- | ------- | ----- | ------ |
| 1.       | Spojené království | 9     | 4       | 3     | 16     |
| 2.       | Německo            | 8     | 7       | 8     | 23     |
| 3.       | Rusko              | 6     | 9       | 7     | 22     |
| 4.       | Polsko             | 3     | 4       | 1     | 8      |
| 5.       | Rumunsko           | 3     | 2       | 2     | 7      |
| 6.       | Ukrajina           | 3     | 2       | 1     | 6      |
| 7.       | Itálie             | 2     | 4       | 3     | 9      |
| 8.       | Portugalsko        | 2     | 3       | 1     | 6      |
| 9.       | Španělsko          | 2     | 1       | 4     | 7      |
| 10.      | Francie            | 2     | 1       | 1     | 4      |
| 11.      | Irsko              | 2     | 0       | 1     | 3      |
| 12.      | Maďarsko           | 1     | 1       | 0     | 2      |
| 13.      | Bulharsko          | 1     | 0       | 3     | 4      |
| 14.      | Řecko              | 1     | 0       | 2     | 3      |
| 15.      | Estonsko           | 1     | 0       | 0     | 1      |
| 16.      | Česko              | 0     | 2       | 1     | 3      |
| 16.      | Finsko             | 0     | 2       | 1     | 3      |
| 18.      | Švýcarsko          | 0     | 1       | 1     | 2      |
| 19.      | Lotyšsko           | 0     | 1       | 0     | 1      |
| 19.      | Slovinsko          | 0     | 1       | 0     | 1      |
| 19.      | Švédsko            | 0     | 1       | 0     | 1      |
| 22.      | Bělorusko          | 0     | 0       | 2     | 2      |
| 23.      | Litva              | 0     | 0       | 1     | 1      |
| 23.      | Nizozemsko         | 0     | 0       | 1     | 1      |
| 23.      | Norsko             | 0     | 0       | 1     | 1      |
| 23.      | Rakousko           | 0     | 0       | 1     | 1      |